# 大果瘿椒树
大果瘿椒树（学名：Tapiscia sinensis var. macrocarpa）为省沽油科瘿椒树属下的一个变种。

## 扩展阅读
- 維基物種上的相關：大果瘿椒树